# ウァレンティヌス (ローマ教皇)
ウァレンティヌス（ラテン語:Valentinus、800年頃 - 827年10月10日）は、第100代ローマ教皇（在位：827年8月31日 - 10月10日）。
ローマの貴族の家庭に育つ。若い頃に聖職者となり、第98代教皇パスカリス1世により枢機卿とされる。827年、第99代教皇エウゲニウス2世が亡くなると、ローマの聖職者、貴族たちによって、若くして教皇に指名される。
信仰篤く、柔和、寛大な人柄であると言われたが、わずか在位40日ほどで没する。